# 下贝尔佐
下贝尔佐（義大利語：Berzo Inferiore），是意大利布雷西亚省的一个市镇。总面积21平方公里，人口2429人，人口密度115.7人/平方公里（2009年）。国家统计（ISTAT）代码为017017。